# John Newton
John Henry Newton (Wapping, 24 luglio 1725 – Londra, 21 dicembre 1807) è stato un marinaio, presbitero e attivista inglese.
Prese il mare in gioventù e per alcuni anni fu imbarcato su navi negriere. Visse una conversione religiosa che lo portò a diventare un pastore anglicano e uno scrittore di inni, tra cui il più famoso fu Amazing Grace. Negli ultimi anni di vita divenne un grande sostenitore dell'abolizione della schiavitù.
Parte della sua storia è raccontata nel film documentario Amazing Grace diretto da Michael Apted nel 2006, dove Newton viene interpretato da Albert Finney.